# Lupiñén
Lupiñén (en aragonés Lopiñén) es una localidad de la comarca Hoya de Huesca que pertenece al municipio de Lupiñén-Ortilla en la provincia de Huesca. Situada en los llanos de la Sotonera, su distancia a Huesca es de 20 km.

## Geografía humana

### Demografía
| Gráfica de evolución demográfica de Lupiñén entre 1842 y 1970 |
| |
| Población de derecho según los censos de población del INE Población de hecho según los censos de población del INEEntre el censo de 1981 y el anterior, este municipio desaparece porque se agrupa en el municipio 22905 (Lupiñén Ortilla) |

| 1970 | 2000 | 2001 | 2002 | 2003 | 2004 |
| ---- | ---- | ---- | ---- | ---- | ---- |
| 298  | 192  | 192  | 184  | 175  | 175  |

## Historia
- Del nombre romano de Lupinius o Lupinus
- El 30 de marzo de 1097 se cita un alodio en "Lupiniene" (UBIETO ARTETA, Cartulario de Santa Cruz de la Serós, nº. 16,p.36)
- En marzo de 1099 el rey Pedro I de Aragón dio al monasterio de Montearagón la iglesia de "Lopingen" (UBIETO ARTETA, Colección diplomática de Pedro I, nº. 62, p. 298)
- En 1178 se alude a "don Rodricho del Su, qui sta in Lopingen" (DURÁN, Colección diplomática de la catedral de Huesca, nº. 341)
- En 1414 era de la orden del Hospital (ARROYO, División, p. 98)
- En 1566 era de la orden del Hospital (DURÁN, Un informe, p. 295)
- En 1619 era de la orden del Hospital, encomienda de Aniés (LABAÑA,p.62)
- En 1785 Señorío de la Órdenes
- 1970 - 1980 se fusiona con Ortilla para formar el municipio de Lupiñén-Ortilla quedando la capitalidad en Lupiñén

## Monumentos
- Parroquia dedicada a San Martín
- Ermita de Nuestra Señora de la Huerta
- Ermita de San Pedro Mártir
- La caseta de los pobres
- El lavadero municipal
- La fuente de los 8 caños